# アベノマスク

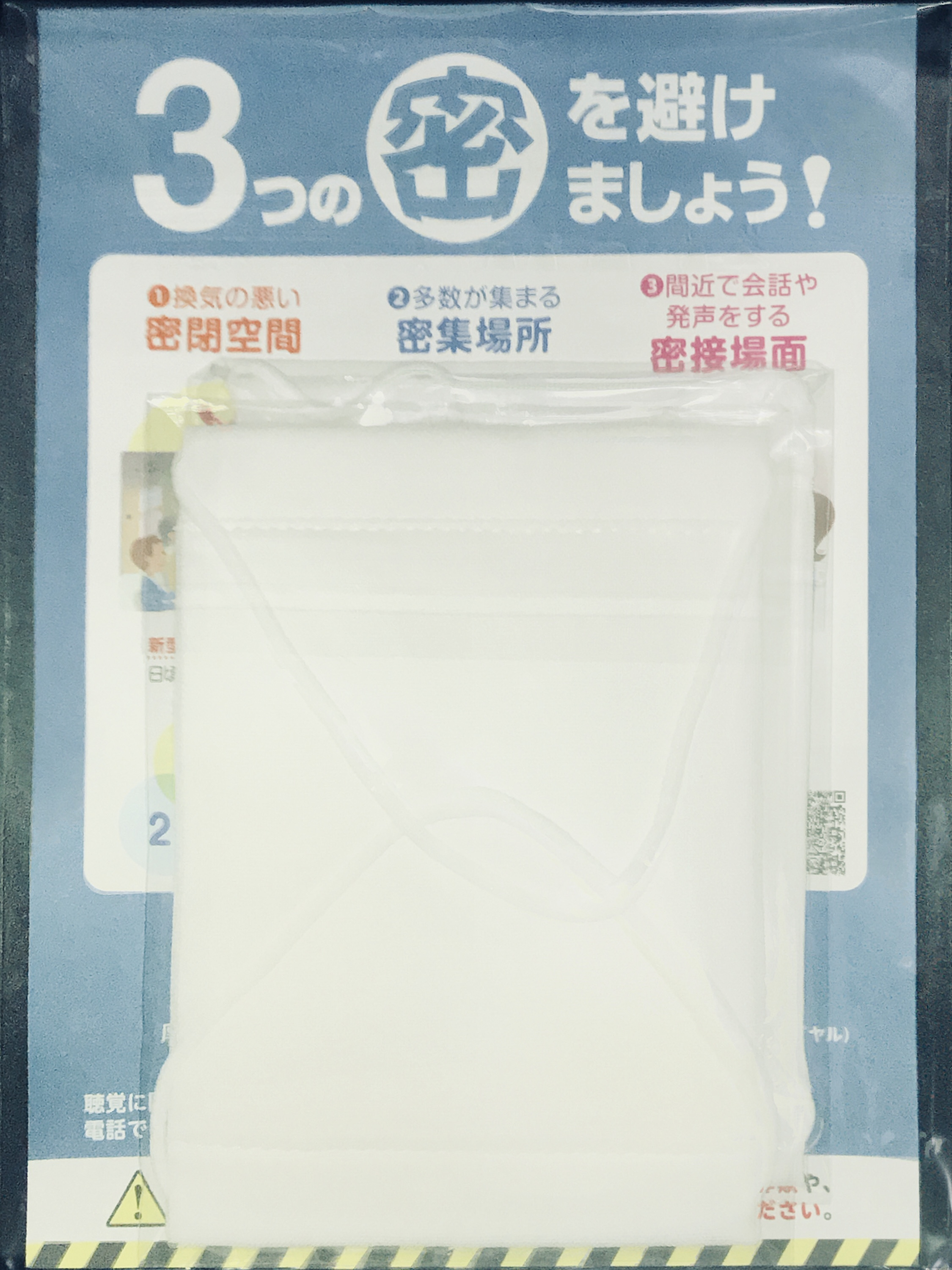
配布されたマスクとパッケージ

アベノマスクは、新型コロナウイルス感染症（COVID-19）の流行下に2020年4月から日本で配布されたガーゼ製布マスクの俗称。急激な需要の増大で発生した不織布マスク不足の解消を目的として、安倍政権が約260億円をかけて全世帯に2枚ずつ配布した。
全世帯向けのほか介護施設などにも配布され、世界でもAbenomaskとして広く報道されていた。

## 概要

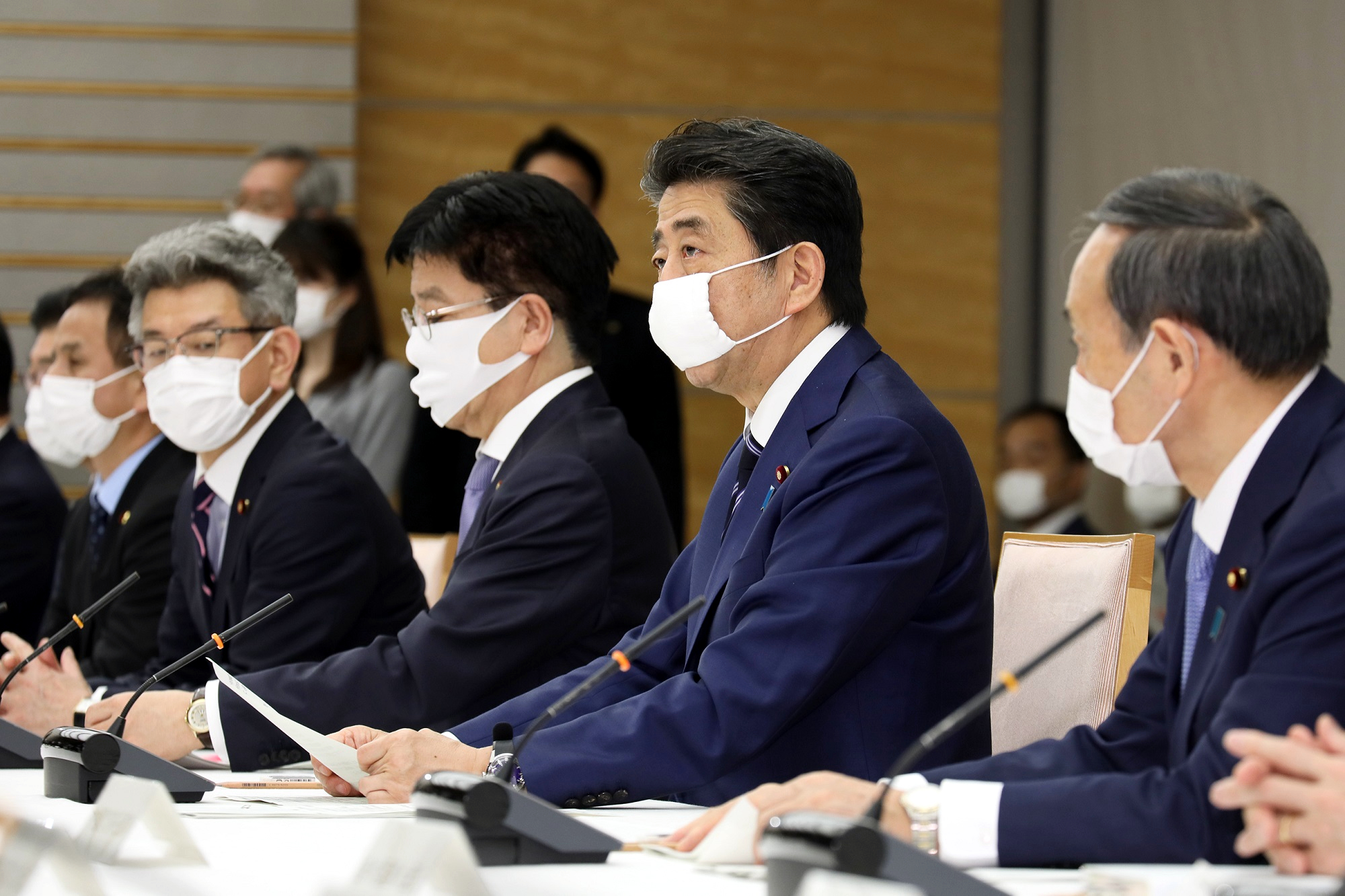
新型コロナウイルス感染症対策本部の第25回会議にて全世帯への布マスク2枚配布を表明する安倍晋三・内閣総理大臣（右から2人目）。なお、安倍は布マスクを着用しているが周囲の国務大臣は不織布マスクを着用している（2020年4月1日、総理大臣官邸にて）

2020年の3月頃から新型コロナウイルス感染症の世界的な流行が日本でも大きな問題になると、マスク需要が急激に増大し、一般市民のマスク入手がきわめて困難となったほか、医療の現場でもマスク不足のため感染対策が不十分となる事例が報告されるようになった。
そのため経済産業省などを中心に国内のマスク需要に応える方法が模索され、4月1日の新型コロナウイルス感染症対策本部の会合において、当時の安倍晋三首相は国内全世帯への「布マスク」の無償配布を行うという方針を発表した。
これは、一般的に使われている「不織布マスク」を医療機関へ優先的に回し、一般市民には再利用可能な「布マスク」を繰り返し使用させることで需給バランスを調整するねらいがあったとされる。
政府は4月7日に、この方針を閣議決定。安倍首相は4月17日に記者会見で「国民の高い需要に応じて布マスクを2枚配布する」と説明した。
以後、全国で順次配布が進められ、6月25日には、当時の菅義偉官房長官が布マスクの配布が「（6月）20日までに全て完了した」と述べた。
この配布政策、また配布された布マスクが、安倍首相の経済政策アベノミクスになぞらえて（語音転換）アベノマスクと呼ばれるようになり、海外メディアでも取り上げられた。

### 費用
政府は2020年6月の時点で、契約額が総額260億円（調達に184億円、配送費として76億円）に達したと発表した。1枚あたりの単価は公開されていなかったが、神戸学院大学教授の上脇博之が日本国政府に対して情報開示するよう提訴、大阪地方裁判所は情報公開を命令、政府は控訴を断念した。2023年4月になり、1枚当たりの単価は62.6〜150円で、納入業者、契約の時期によって2.4倍の差があることが明らかになった。

### 配布後
2021年10月に報道された会計検査院の調査によると、政府が調達した布マスク全体の3割近い8300万枚が配りきれないまま倉庫に保管されていることが確認された（この保管分の平均単価は約140円で、総額は115億円相当だった）。2020年8月から2021年3月にかけての保管費用が、約6億円にのぼることも判明している。
また2021年12月21日、内閣総理大臣岸田文雄は国会答弁において、この保管分の検品を実施した際、約15％となる1100万枚が不良品と判明し、さらにこうした検品費用として、約20億9,200万円の追加支出が発生していることを明らかにした。
そして岸田首相は同日の会見で、すでに高性能マスクが十分に備蓄されるようになっているとして、希望者に配布するなどしたうえで、これらの在庫分を年度内にすべて廃棄する方針を表明した。この廃棄処分の費用は約6,000万円に上ると報道された。
2022年3月18日、参議院予算委員会の質疑で、田島麻衣子参議院議員が、アベノマスクなどの布マスク約53万枚の行方がわからなくなっていると指摘した。会計検査院は予算委員会で、厚労省は約2億8741万枚を調達し、昨年3月末までに約2億415万枚を配布したことを資料で確認したと説明。調達数から配布枚数を差し引くと、約8326万枚が在庫となるところ、厚労省の在庫はこれより約53万枚少なかったと述べた。後藤茂之厚生労働大臣は事実関係を認め、陳謝した。
マスクの納入業者との契約単価や発注枚数を情報公開請求で開示しないのは不当だとして、神戸学院大学の上脇博之教授が国に開示などを求めた訴訟の判決で、2023年2月28日、大阪地方裁判所（徳地淳裁判長）は国に開示を命じた。国が控訴を断念したためこの判決が確定した。

## 反応
布マスク配布の方針自体には一定の評価の声が聞かれた一方で、後述のとおり広く市販されていた不織布マスクよりもサイズが一回り小さいと受け止める声が出たことや、また配布されたマスクに虫や髪の毛などの異物混入が多数報告されたこと、さらに当初目標とした全戸配布に時間がかかり、配布が終了したころにはすでに市中での一般販売が回復し始めていたことなどから、厳しい批判の声が相次ぐこととなった。
配布方針が発表されると、日本の感染症対策として各国のメディアでも大きく報道された。アメリカのブルームバーグやFOXニュース、またフランスのフランス24などは日本国内のSNSで批判・揶揄の声が上がっていることと合わせて "Abenomask" の呼び名を紹介した。FOXニュースは「エイプリルフールの冗談か」とも揶揄した。

### 世論
マスク配布が決定した際の読売新聞社の世論調査では、この方針を「評価しない」が73%と多数であった。また配布がおおむね完了した6月下旬に行われた朝日新聞社の世論調査では、「役に立たなかった」は81%で、「役に立った」の15%を大きく上回った。政府の新型コロナ対応を「評価する」と答えた人の中でも、「役に立たなかった」は69%にのぼった。全戸配布が完了した後に行われた調査では、配布された「アベノマスク」を使用している人は8月の時点でも 3.5% にとどまり、今後も使い続けたいと回答した人は 2% にとどまった。
2020年4月26日にタレントで妊娠中だった加藤紗里はアベノマスクをブラジャーとして着用した写真をInstagramにアップし賛否を集めた。また、翌日に新藤加菜も同様の写真をあげ、さらには同年7月の東京都議補選挙ポスターでアベノマスクブラをつけた姿を晒し物議を醸した。

### アベノマスク寄付の取り組み
政府から配布されたアベノマスクを寄付する取り組みが各地で行われた。名古屋市のタピオカ専門店フロルフロルでは、未開封の「アベノマスク」を2枚持っていくと、好きなドリンクと交換できる取り組みを行い地域の保育所などに寄付された。 札幌市のジュエリー店のＲＩＴＺ ＧＬＡＮＤＥでは、アベノマスクと4万円相当のダイヤモンドを交換するキャンペーンを実施した。1日限定15人までで、アベノマスクは市内の医療機関などに寄付された。
京都府綾部市の団体「里山ねっと・あやべ」は、アベノマスクとカブトムシを交換するプロジェクトを開始。マスクは子供食堂などに寄付された。 
このように、アベノマスクを必要としている人や施設に届けるため、企業が商品との交換という形で寄付を呼びかける活動が各地で広がった。

### 検証報告
10月には、危機管理などが専門の弁護士や大学教授、企業経営者らで作る「新型コロナ対応・民間臨時調査会」が国内のコロナ対応を検証する報告書を公開した。この中では「アベノマスク」の全戸配布について、「総理室の一部が突っ走った、あれは失敗だった」とする官邸関係者の証言が紹介され、報告書も「問題の多い施策だった」と指摘されている。

## 大きさ・形状

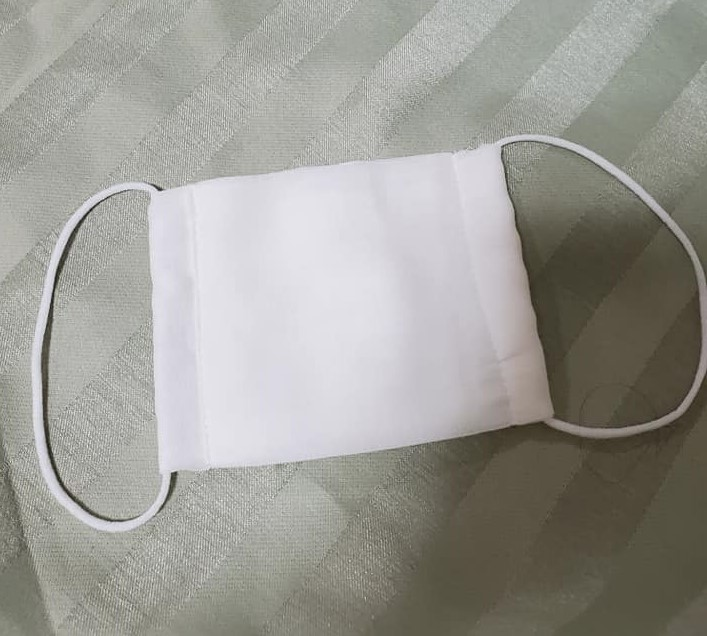
各世帯に配布された実物のマスク。

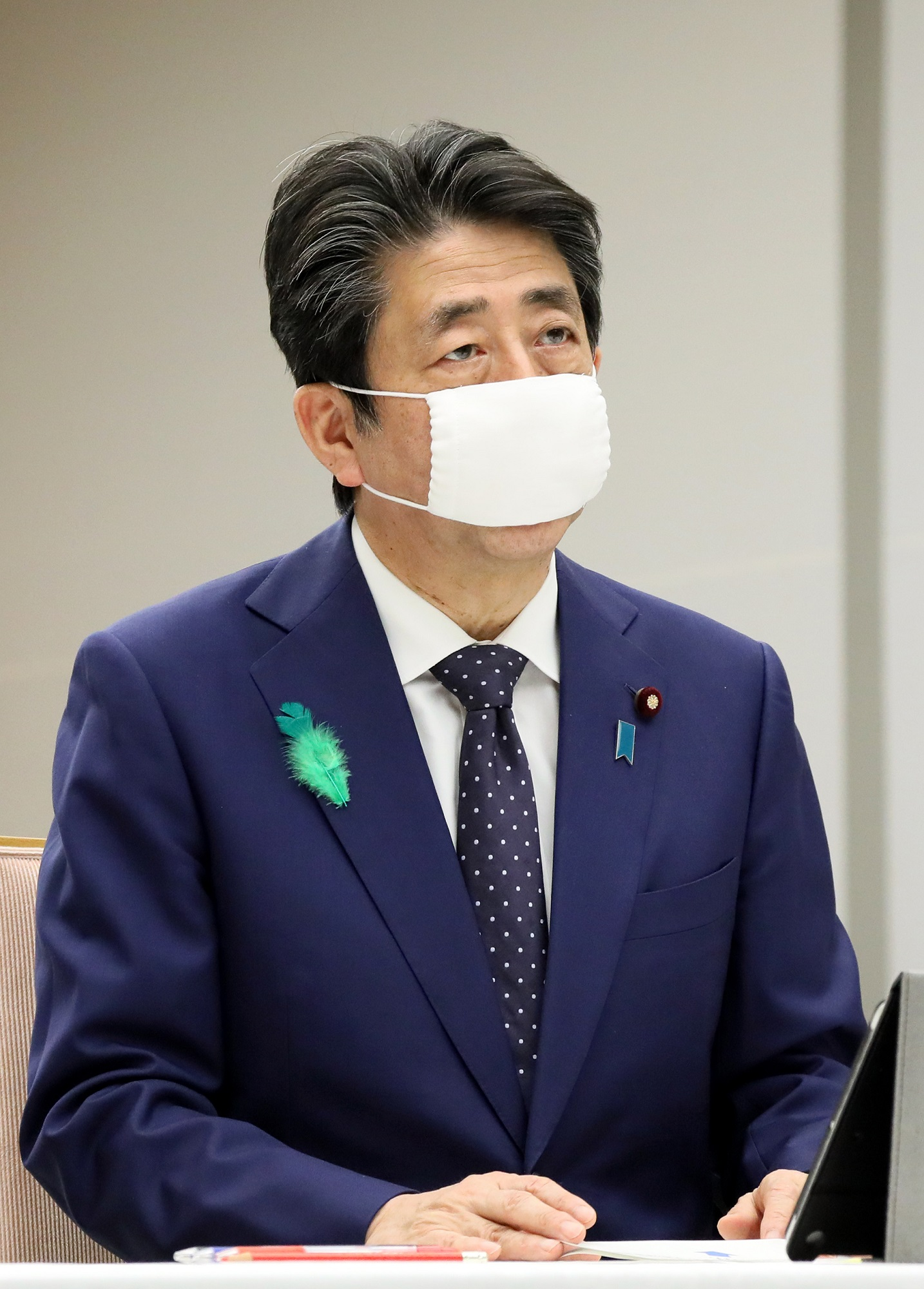
実際に着用した内閣総理大臣安倍晋三。口と鼻を完全に覆えていない

縦9.5センチメートル、横13.5センチメートルの平型ガーゼマスクであり、文庫本より一回り小さい。布マスクのサイズについて厚生労働省は公式サイト（布マスクの全戸配布に関するQ&A）で「今回配布する布マスクは（…）市販の大人用のものであり、口と鼻を覆うために十分な大きさであると考えております」と述べている。
しかし耳かけの紐が伸縮せず、使用者によっては口や鼻が出ることになるため、実際に現物が各家庭に到着し始めると「予想外に小さい」「紐が耳に届かず痛くて使えない」などといった声が相次ぐこととなった。
全戸配布が進行するとともに、マスクの小ささについては後述する異物混入とあわせて各メディアやSNSで揶揄が広がり、「小さすぎる。眼帯かと思った」と失笑する著名タレントの声などが紹介されるようになった。また実際に使うには小さすぎるとして、縫い目をほどいて立体型にリメイクする使用法もメディアで紹介された。
アジア不織布協会の土谷英夫事務局長は、配布された布マスクの場合は「やはりサイズが小さいので、口を動かすだけでずれてしまうことと、分厚いだけに使い捨てマスクに比べて息苦しいところ」が難点と述べている。

## 配布中断・回収

### 異物混入
厚生労働省によると、4月14日から妊婦あてに先行配布したマスクにおいて変色や髪の毛、異物混入の報告が相次いでおり、4月21日時点で143市町村・計7,870件に上っているという。問題を受けて、厚生労動省は妊婦への配布を中断した。また、小中学校や特別支援学校に配布されたマスクの中への虫の混入も確認され、配布が中断された。この不良品に関して菅官房長官は、「実際の配布を行う前段階で適切に除外されている」とコメントしている。
上記問題の原因となった不良品の該当企業として報告を受けた興和と伊藤忠商事は4月23日に未配布分のマスクを全て回収すると発表。検品体制を通常よりも強化する方針。

### カビの発生
毎日新聞は4月21日、「関係者からの提供」として、政府が全戸配布用に包装を始めた布製マスクにカビが生えている写真を報じた。また時事通信社は4月30日、「厚生労働省の内部文書に掲載されたもの」として、複数のカビの生えたマスクの写真が掲載された文書の写真を報じた。このカビの生えたマスクに関して、厚生労働省は5月14日の参院厚生労働委員会で、マスクにカビと確認したケースがあったことを認めた。
全世帯向け、介護向け、妊婦向けマスクの計8500万枚の出荷前に行っている検品は550人体制で1枚ずつ目視しており、検品費用には8億円を要している。

### 背景
マスク配布作業が終了するころ、最大の受注企業である「興和」は複数のメディアで取材に応じた。それらによると、当初は品質を担保するため日本国内での検品を強く希望したが、政府側担当者が「質より量を優先しろ」と断ったと述べている。またマスク確保に関わった政府関係者への取材では、「マスクが国民に行き渡るようにしろ、というのが官邸の意向だったが、これほどの量を短期間で確保するなんて元々厳しい目標だった」「『マスクを何とかしろ』という官邸の声の大きい人が言ったことが通り、無理に無理を重ねた」などの声が紹介されている。

## 配布までの経緯
2020年（令和2年）4月1日に安倍晋三首相は、安倍内閣の新型コロナウイルス感染症対策本部の会合において、当日の議論を踏まえて現状の分析と今後の政府の対策と国民への要望などを語り、そのなかでマスクについての話題も出た。安倍首相の発言は、以下の通り。
- 政府として生産設備への投資を支援するなど取組を進めてきた結果、電機メーカーのシャープが生産を開始するなど、3月は通常の需要を上回る月6億枚を超える供給を行った。更なる増産支援により、今後は月7億枚を超える供給を確保する見込み。
- 急激な需要の増加によって依然として店頭では品薄状態が続いているが、全国の医療機関に対しては、先週までに1500万枚のサージカルマスクを配布し、翌週にはさらに追加で1500万枚を配布する予定。
- 高齢者施設、障害者施設、全国の小学校・中学校向けには布マスクを確保し、順次必要な枚数を配布予定。使い捨てではなく、洗剤を使って洗うことで再利用可能である布マスクは、急激に拡大しているマスク需要に対応する上で極めて有効であると考えてのこと。
- 5月にかけて更に布マスク1億枚を確保する目途が立ったことから、全国で5000万余りの世帯全てを対象に、日本郵政の全住所配布のシステムを活用して一住所あたり2枚ずつ配布予定。

発案したのは佐伯耕三内閣総理大臣秘書官であると見られており、首相に対して「全国民に布マスクを配れば不安はパッと消えますよ」と進言したとされる。
また3月に北海道の一部地域で実施した使い捨てマスクの全世帯配布が好評だったこともアベノマスク配布への後押しとなった。
経済産業省の浅野大介サービス政策課長が、アベノマスクを企画した理由をFacebookに投稿した。
その要旨は次のとおり。
- 使い捨てマスクの生産能力には限界があるため、これらを医療機関に優先的に配布し、国民一般は布マスクでしのぎたい。
- 布マスクを大量生産している会社は今時ないため政府が買い上げる形で発注した。
- クラスター感染を避けるために郵送の形にした。
- 2枚である理由は、世帯平均人数が約2人であり、また2枚を配るのが精いっぱいであるから。

この投稿は批判を浴びてSNSで炎上することとなり、浅野は投稿を削除した。
テレビ東京官邸キャップの篠原裕明は、2020年4月6日に同社のYouTubeチャンネルにおいて、マスク2枚配布の狙いを解説した。その中で立案に関わった関係者から聞いた話として、高齢者が朝からドラッグストアに並んでいるため、働く世代がマスクを買えない状況が続いており、布マスクの配布によりこうした人が並ばなくなれば、働く人がマスクを買えるようになる、これは一種の需要調整である、と説明した。

## 費用・配送手段
当初、政府は1枚当たり200円程度で1億3000万枚を調達する予定で、マスク購入費用として2019年度の予備費約233億円と、2020年度補正予算案に計上した233億円を合わせた計466億円を使用する計画だった。この最初の233億円の内訳は、6500万枚の購入費が169億円、運送・梱包費が64億円と見込まれていた。
配布には送り先の住所や名前がなくても対象地域にある郵便受けに配達される「タウンプラス」という日本郵政の配達システムが利用され、4月17日より、投函が始まった。

## 追加配布案
2020年7月27日、朝日新聞は「介護施設や保育所など向けの布マスクの発注と製造が続き、今後さらに約8千万枚を配る予定である」と報道した。菅義偉官房長官は28日午前の記者会見でこれを確認した。
これに関する各紙、ニュースサイトの見出しは、産経新聞は、「布マスクを追加配布　菅官房長官「継続は有意義」」、日本経済新聞は、「布マスク8000万枚、介護施設や保育所に配布へ」、読売新聞が「ぜんじろう、アベノマスク8000万枚追加に「芸人でさえ、どう突っ込んでいいか分からない壮大なボケ」、朝日新聞が「布マスク、今後さらに8千万枚を配布　不要論でも発注済」、毎日新聞が「アベノマスク8000万枚追加　野党「税金の無駄」と激しく批判」、日本テレビが「アベノマスク8千万枚 配布必要？疑問の声」、フジテレビが「アベノマスクさらに8000万枚配布へ　保育所など対象も ニーズは...?」となっており読売新聞を含め、批判的な見出しが多くみられる。
2020年7月29日から30日にかけて、この8千万枚の配布について「厚生労働省は配布を延期する方向で検討を始めた」と各マスコミが報道した。
2020年7月30日午後、朝日新聞は「布マスク8千万枚、追加配布を断念　批判集中で厚労省」と報道した。報道によれば「今月末から予定していた約8千万枚の配布を断念し、今後施設のニーズを改めて調査すると、30日に開かれた野党合同ヒアリングで厚労省の担当者が説明した。」となっている。夕方共同通信も同趣旨を伝えた。

## 調達元
社会民主党の福島瑞穂党首が行った質問に対する厚生労働省の4月21日回答によると、マスクの受注先は興和、伊藤忠商事、マツオカコーポレーションの3社と非公表の1社の「合計4社」とされ、契約額はそれぞれ約54.8億円、約28.5億円、約7.6億円である。
立憲民主党の蓮舫副代表は「令和元年度予備費から今年3月に高齢者施設等用に2000万枚を調達、その内、50万枚を妊婦さん用に配布。その中にカビや不良品が混じっていて回収となりました」とツイートし、受注企業については「興和、伊藤忠商事、マツオカコーポレーションにもう一社の4社が受注したと言いますが、厚労省はこの1社の社名を明らかにしません」と記した。非公表の1社について野党は、アベノマスクの調達は公共調達であり公表する義務があるとして残りの1社の公表を厚労省に強く求めたが、担当者はかたくなに拒んでおり疑念が広がっていた。
4月27日になって福島は、厚労省から「非公表であった1社は株式会社ユースビオである」と記載された文書が届いたことを自身のSNSで公表し、官房長官の菅義偉も同日の会見で、非公表であった1社が福島市にあるユースビオという会社であることを公表した。菅は妊婦向け布マスク受注業者4社に加え、介護向けとしてマスク製造業者の横井定もマスクを受注しており、介護向け納入事業者が合計5社だったことを明らかにした。
4月28日に、大串博志議員は3月に契約を結んだ段階でのユースビオの法人登記簿に「マスクの生産・輸出入」については明記されていない、と指摘し、加藤勝信厚労相は「輸出入に関しては、その会社が担っていると聞いている」と答弁し、「（その会社とは）シマトレーディングという会社であって、ユースビオはマスクの布の調達、納期時期などの調整、シマトレーディングは生産・輸出入の担当をしていたと聞いています」として、新たに「シマトレーディング」という会社が関わっていることが明らかになった。

### 受注企業一覧
|                          | 契約額                                                                                         | 契約事業                                                                                     | 生産地          | 市場情報 | 設立               | 資本金           | 従業員数                                            | 本社所在地           | 代表者    | 公式サイト |
| ------------------------ | ---------------------------------------------------------------------------------------------- | -------------------------------------------------------------------------------------------- | --------------- | -------- | ------------------ | ---------------- | --------------------------------------------------- | -------------------- | --------- | ---------- |
| 興和                     | 21億4500万円(令和元年度分) 54億7690万円(令和2年度分)                                           | 緊急事態用ガーゼマスク購入一式 全戸配布 介護施設向け 妊婦向け 緊急事態用ガーゼマスク購入一式 | ミャンマーなど  | 非上場   | 1939年（昭和14年） | 38億4,000万円    | 連結 6,735名 単体 1,890名 （2019年3月期）           | 愛知県名古屋市中区   | 三輪芳弘  |            |
| 伊藤忠商事               | 2億6180万円(令和元年度分) 28億5312万5000円(令和2年度分)                                        | ガーゼマスクMK01購入一式 全戸配布 介護施設向け 妊婦向け ガーゼマスクMK01購入一式             | 世界            | 東証1部  | 1949年（昭和24年） | 2,534億4,800万円 | 連結：102,086人 単独：4,285人 （2018年3月31日現在） | 東京都港区           | 岡藤正広  |            |
| マツオカコーポレーション | 1億9889万3200円(令和元年度分) 7億6224万4560円(令和2年度分その1) 48億5617万円(令和2年度分その2) | ガーゼマスク購入一式 全戸配布 介護施設向け 妊婦向け ガーゼマスク購入一式                     | ミャンマー      | 東証1部  | 1956年（昭和31年） | 5億2,940万円     | 連結：12,143名 単体：109名 （2019年3月31日現在）    | 広島県福山市         | 松岡典之  |            |
| ユースビオ               | 2億1175万円(令和元年度分) 14億8500万円(令和2年4月7日分) 14億8500万円(令和2年4月15日分)         | ベトナム産抗菌布マスク 生産原料調達一式 介護施設向け 妊婦向け ベトナム産抗菌布マスク調達一式 | ベトナム        |          | 2017年（平成29年） | 1,000万円        | 5人                                                 | 福島県福島市         | 樋山茂    |            |
| シマトレーディング       | 3億800万円(令和元年度分)                                                                       | ベトナム産抗菌布マスク 輸入業務一式 介護施設向け 妊婦向け                                    |                 |          | 1980年（昭和55年） |                  |                                                     | 千葉県富里市         | 島正行    |            |
| 横井定                   | 1億556万5600円(令和元年度分)                                                                   | ガーゼマスク購入一式 介護施設向け                                                            | フィリピン 中国 |          | 1958年 (昭和33年)  | 1,000万円        | 本社：26名                                          | 愛知県名古屋市瑞穂区 | 横井昭    |            |
| ワークス                 | 6億9300万円(令和2年度分)                                                                       | 布製マスク購入一式                                                                           |                 |          | 1987年4月          | 3,000万円        |                                                     | 東京都中野区         | 須合玲奈  |            |
| ブルマーレ               | 7700万円(令和2年度分)                                                                          | 布製マスク購入一式                                                                           |                 |          | 2014年4月          | 1,000万円        |                                                     | 東京都港区           | 沈 海波   |            |
| 東洋繊維                 | 11億円(令和2年度分)                                                                            | ガーゼマスク購入一式                                                                         |                 |          | 1937年4月          |                  |                                                     | 岐阜県関市           | 水谷顕冶  |            |
| RELIEF                   | 13億2000万円(令和2年度分)                                                                      | 立体型布製マスク（ポリエステル素材）購入一式                                                 |                 |          | 2014年11月         | 1,000万円        |                                                     | 大阪府大阪市西区     | 中尾誠志  |            |
| TSO International        | 4億7520万円(令和2年度分)                                                                       | ガーゼマスク購入一式                                                                         |                 |          | 2011年4月月        | 500万円          | 20人                                                | 香川県高松市         | 佐々木 剛 |            |

令和2年度の調達で、新たに、令和2年度の調達で、ワークス（東京都）、ブルマーレ（東京都）、東洋繊維（岐阜県）、RELIEF（大阪市）、TSO　International（高松市）との間で介護施設や妊婦向けなどとして5月12～15日に契約がされ、契約金額は計約36.6億円であると報道されており、これは厚生労働省の公式の調達発表でも裏付けられている。
マスクの調達については、各企業との契約金額は公表されているが、枚数が公表されないため単価を確認できない。これについて2020年9月28日の毎日新聞は、国が開示した文書の一部に、契約単価が143円であることをうかがわせる記述があると文部科学省の開示文書の写真とともに報道した。写真の文書は、『文部科学省が開示した「変更理由書」であり、世帯向けとは別に、全国の児童や生徒に配布するマスクを調達するため、同省が業者と4月3日に契約を交わし、同月20日に契約内容を変更するために作成した文書とみられる。』と報道されている。文部科学省の調達についての単価は不開示であるが、その理由として『厚労省内に設置されているマスクチームから、業者との交渉により単価が143円（税込み）になる連絡があり、4月17日に業者より見積書の提出があった』とする部分は不開示とならなかったものである。

### 調達先の選定
配布の公表は、前述のとおり4月に入ってからであるが、調達契約は『随意契約』として、令和元年度分は2020年3月16日に、ユースビオ、シマトレーディング及び横井定との間で、同3月17日に、興和、伊藤忠商事及びマツオカコーポレーションとの間で行われている。また随意契約の理由は「会計法29条の3第4項及び予算決算及び会計令第102条の4第3号」と記載されており、緊急性が理由となっている。契約日から3月16日までに意思決定がされていることになる。
また朝日新聞が2020年6月1日に、興和の社長インタビューとして伝えたところによると、2月末に経済産業省から依頼があったとなっている。これが事実であるとすると、加藤勝信厚生労働大臣から、2020年（令和2年）3月3日に、北海道向けに一般家庭用マスクについて国民生活安定緊急措置法第22条第1項の規定に基づいて、売渡しの指示がされた日より前に、布マスクの調達を行う方針が決定されていたことになる。

### 各企業での状況
興和
契約額約54.8億円の興和は3月5日のプレスリリースでガーゼマスクの製造に取り組んでいることを公開。3月に1500万枚、4月に5000万枚の生産を目指すとした。また国内と海外の生産協力工場を活用し、不織布マスクの製造に影響を与えないよう別ラインとするとした。

興和はミャンマーの工場を活用してガーゼマスクを生産すると同日に毎日新聞が報じており、また興和の現地工場がヤンゴン市郊外のシュエピーター工業団地にあるとミャンマー・ジャポンが3月18日に報じている。

興和は配布したマスクに不良品が含まれているとの報道を受け、4月23日のプレスリリースで、中国を中心とする海外の生産協力工場で製造しているとし、未配布分を全量回収して再検品する、生産協力工場に検品体制の指導強化する等の方針を明らかにした。

伊藤忠商事
契約額約28.5億円の伊藤忠商事はマスクに不良品が含まれているとの報道を受け、4月23日のプレスリリースにて、国内のマスク専用工場に生産余力がないため、海外の衣料品縫製工場で生産している、国内マスクメーカーから仕様書と生地の供給を受けたと説明し、未配布分を全量回収して再検品する、現地工場の検品だけでなく輸出前と輸出後に検品を実施するとの方針を示した。

マツオカコーポレーション
マツオカコーポレーションは広島県の福山市にある縫製業者。新型コロナウイルスの感染拡大で、マスク不足の解消を目指す政府の要請に応じ、マスクの生産をミャンマー・ヤンゴンの工場で始めた。同社がマスクを造るのは今回が初めて。
2002年5月27日、同社の投資家への広報や報道で、受注金額は4、5月分では51億円見込みであることや、4月に報道された金額の7.6億円は3、4月分であることが公表された。

ユースビオ
ユースビオは福島県の福島市に存在するとされている会社。信用調査会社によれば、2017年8月に設立されたバイオマス発電向け木製ペレットの輸入会社で、従業員はこの時点で5名。与党公明党員である代表者の樋山茂によれば、ベトナムの工場に生産させた350万枚を1枚135円で受注したという。加藤厚生労働大臣は「この会社と、輸入の関係の会社も、一緒くたの契約になっている」と説明した上で、発注額は「5.2億円」と明かした。契約の時期や形態について「3月16日に予備費で契約した。緊急随契（随意契約）」と答弁した。

その後、開示された契約書によればユースビオはベトナム産抗菌布マスク生産原料調達一式を単価55円で350万枚分、消費税込みで約2.1億円受注。輸入業務をシマトレーディングが単価80円で350万枚分、消費税込みで約3.1億円受注した。契約日は令和2年3月16日、履行期限は令和2年3月31日となっており、年度内に納入が確約できる分に関して期末に急ぎ契約したことがうかがわれる。

立憲民主党の大串博志衆院議員によれば、契約を結んだ3月の時点の定款には、マスクの製作や輸出入の記載はなく、4月に入って「輸出入代行業」などが追加されたという。

社会民主党の福島瑞穂参議院議員が公開した情報によれば、令和2年度予備費を利用し介護施設分を追加で約29.7億円で契約した旨が厚生労働省マスク班より開示された。この契約は随意契約の公表)でも4月7日と4月15日に各14億8500万円、合計29億7000万円の契約であることが確認された。

シマトレーディング
シマトレーディングは千葉県富里市に存在する企業。切花・切葉の輸入卸売業者。

横井定
横井定は愛知県の名古屋市瑞穂区に存在する企業。「日本マスク」というブランドを中心に、日本国内向けにマスクを販売している。
ワークス
ワークスは、東京都中野区に所在する企業。美容サロン向け材料・機材の卸から経営支援まで美容室をトータルサポートする総合商社。
ブルマーレ
ブルマーレは、東京都港区に所在する企業。アパレル＆生活雑貨のOEM、ODM（企画デザイン、生産、加工、検品、検査、輸入貿易）。
東洋繊維
東洋繊維は、岐阜県関市に所在する企業。同名の企業は一宮市等に所在する。靴下の製造販売業。日本国内でもめずらしい全ての工程を備える一貫工場である。
RELIEF
RELIEFは、大阪市西区に所在する企業。OEMにてバッグや雑貨等の生産を行う。
TSO　International
TSO　Internationalは、香川県高松市に所在する企業。展示会、イベント、カンファレンス及びセミナーの主催・企画・運営ウェブサイトの構築、その他出版物の発行及び販売 各協会・団体の事務局運営業務、設立コンサルティング 飲食プロデュース業。

### 関連の調達
マスク自体の調達の他、配送、検品、案内等での調達として次のものが確認できる。
- 布製マスク全戸配布に関する配布状況案内ページ作成業務　東芝デジタルソリューションズ株式会社　144万7600円。
- 布製マスクの全戸配布に関するコールセンター窓口業務 JPツーウェイコンタクト株式会社 6425万2507円（当初）1億6993万2382円（4月30日変更契約）1億3126万3166円（5月29日変更契約）。
- 布製マスクの全戸配布業務一式 日本郵便株式会社 13億6500万円（当初）26億4600万円（5月29日変更契約）。
- 布製マスク全戸配布業務に関するＷebサイト構築及び運用業務　株式会社ユー・エス・イー　561万7480円。
- 布製マスクの配布事業に係る検品等業務　株式会社宮岡　7億9475万円。
- 布製マスクの全戸配布に関するパッキング等業務一式　大日本印刷株式会社　情報イノベーション事業部　単価表[注釈 4]。
- 布製マスクの全戸配布に関するコールセンター窓口業務 JPツーウェイコンタクト株式会社 3300円（当初）（6月1日変更契約で、注単価契約とある。1コール3300円か？）。

## 配布

### 配布過程
- 厚生労働省はウェブサイト で布製マスクの都道府県別全戸配布状況を逐次公表した[145]。
- 当初は「配布中」とした都道府県の配布進捗は掲示していなかった[145] が、2020年5月27日にその日時点での進捗率と、6月3日時点での見込み進捗が掲示された[146]。
- 2020年5月8日現在で、「配布中」としたのは東京都 のみ、「5月11日（月）の週から配布開始予定」は北海道 、茨城県 、埼玉県 、千葉県 、神奈川県 、石川県 、京都府 、大阪府 、兵庫県 、岐阜県 、愛知県 、福岡県 の1道2府9県で、その他の県は「準備中」としていた[145]。
- 5月10日の週刊朝日 の取材によれば、厚生労働省経済課（マスク等物資対策班）は「5月6日現在、配布されたのは560万枚・280万世帯」としている[147]。これは全国6500万世帯のうち4.3%にあたる。
- 5月12日より、大阪府と福岡県で配布を開始した[148][149]。
- 5月17日までに、5月12日時点では「5月13日（水）から配布開始予定」としていた京都府、兵庫県、「5月14日（木）から配布開始予定」としていた茨城県、埼玉県、千葉県、神奈川県、兵庫県、岐阜県、愛知県及び「5月16日（土）から配布開始予定」としていた北海道、石川県での配布を開始した[150][149]。
- 5月20日、菅官房長官 は、記者会見で、「政府が配布している布マスクについて、18日時点で13都道府県において約1450万枚の配布が完了したことを明らかにした」と報道された[151]。世帯数で725万世帯分になり全国6500万世帯のうち11.2%にあたる。
- 5月23日、「5月23日（土）から配布開始予定」であった34県がすべて、「配布中」となり、全国47都道府県すべてが「配布中」となった[152]。
- 5月27日、東京都が「概ね配布完了」となり、全国ではじめて配布完了とされる都道府県となった[146]。
- 5月27日時点での配布進捗は、全国合計で25%、各道府県ごとでは「40～50%」は福岡県、「30～40%」は大阪府と京都府、「20～30%」鹿児島県、「10～20%」は北海道、千葉県、福井県、山梨県、岐阜県、愛知県、鳥取県、佐賀県、長崎県、熊本県、大分県、宮崎県、「～10%」はその他すべての県としている[146]。
- 5月27日時点での、6月3日時点における見込み進捗は、全国合計では59%、各都府県ごとでは「70～80%」が大阪府、京都府、福岡県、「60～70%」が北海道、神奈川県、岐阜県、愛知県、兵庫県、「50～60%」は茨城県、千葉県、石川県、鳥取県、佐賀県、埼玉県、熊本県、大分県、宮崎県、鹿児島県、長崎県、「40～50%」はその他すべての県としている[146]。
- 5月28日の参院厚労委員会で厚生労働省は、当初5月中としていた配布完了が6月中旬にずれ込む見通しを明らかにしている[153][154]。
- 6月4日発表で、6月4日時点で全国ベースでは64%、各都道府県ごとでは「概ね配布完了」が東京都、福岡県、佐賀県、宮崎県、「70～80%」が北海道、神奈川県、福井県、長崎県、熊本県、「60～70%」が茨城県、群馬県、埼玉県、千葉県、石川県、山梨県、愛知県、大阪府、京都府、大分県、鹿児島県、「50～60%」が山形県、新潟県、富山県、長野県、兵庫県、「40～50%」が秋田県、栃木県、三重県、鳥取県、島根県、山口県、香川県、愛媛県、高知県、「30～40%」は青森県、岩手県、福島県、岐阜県、奈良県、滋賀県、岡山県、広島県、徳島県、沖縄県、「20～30%」が宮城県、静岡県、和歌山県、としている[155]。また同じ発表で、6/11（木）までの見込みが全国ベースでは90%、各都道府県ごとでは「概ね配布完了」が北海道、山形県、東京都、福岡県、長崎県、熊本県、大分県、佐賀県、宮崎県、鹿児島県、「90～100%」が埼玉県、千葉県、神奈川県、石川県、山口県、沖縄県、「80～90%」が青森県、岩手県、宮城県、福島県、茨城県、栃木県、群馬県、富山県、福井県、山梨県、長野県、岐阜県、愛知県、大阪府、京都府、兵庫県、鳥取県、島根県、岡山県、広島県、徳島県、香川県、高知県、「70～80%」が秋田県、新潟県、静岡県、三重県、滋賀県、奈良県、和歌山県、愛媛県、としている[155]。
- 6月8日発表で、6月8日時点で全国ベースでは77%、各都道府県ごとでは「概ね配布完了」が東京都、福岡県、佐賀県、宮崎県、「90～100%」が山形県、福井県、「80～90%」が北海道、茨城県、神奈川県、石川県、長崎県、熊本県、大分県、鹿児島県、「70～80%」が宮城県、埼玉県、千葉県、愛知県、大阪府、京都府、岡山県、広島県、山口県、「60～70%」が青森県、岩手県、福島県、栃木県、群馬県、新潟県、富山県、山梨県、長野県、兵庫県、鳥取県、徳島県、香川県、愛媛県、高知県、沖縄県、「50～60%」が秋田県、岐阜県、三重県、「40～50%」が静岡県、奈良県、島根県、「30～40%」が滋賀県、和歌山県、としている[156]。また同じ発表で、6/15（月）までに見込みとして全国で「概ね配布完了」としている[156]。
- 6月11日発表で、6月11日時点で全国ベースでは90%、各都道府県ごとでは「概ね配布完了」が北海道、山形県、東京都、福井県、長野県、福岡県、佐賀県、長崎県、熊本県、宮崎県、「90～100%」が神奈川県、新潟県、石川県、三重県、山口県、大分県、鹿児島県、「80～90%」が青森県、岩手県、宮城県、秋田県、茨城県、群馬県、埼玉県、千葉県、富山県、岐阜県、愛知県、京都府、兵庫県、鳥取県、岡山県、広島県、徳島県、愛媛県、沖縄県、「70～80%」が福島県、栃木県、山梨県、滋賀県、大阪府、奈良県、和歌山県、香川県、高知県、「60～70%」が静岡県、島根県、としている[157]。また同じ発表で、6/15（月）までに見込みとして全国で「概ね配布完了」としている[157]。
- 6月15日発表で、全国で「概ね配布完了」となった[17]。

### マスク再配布の取り組み

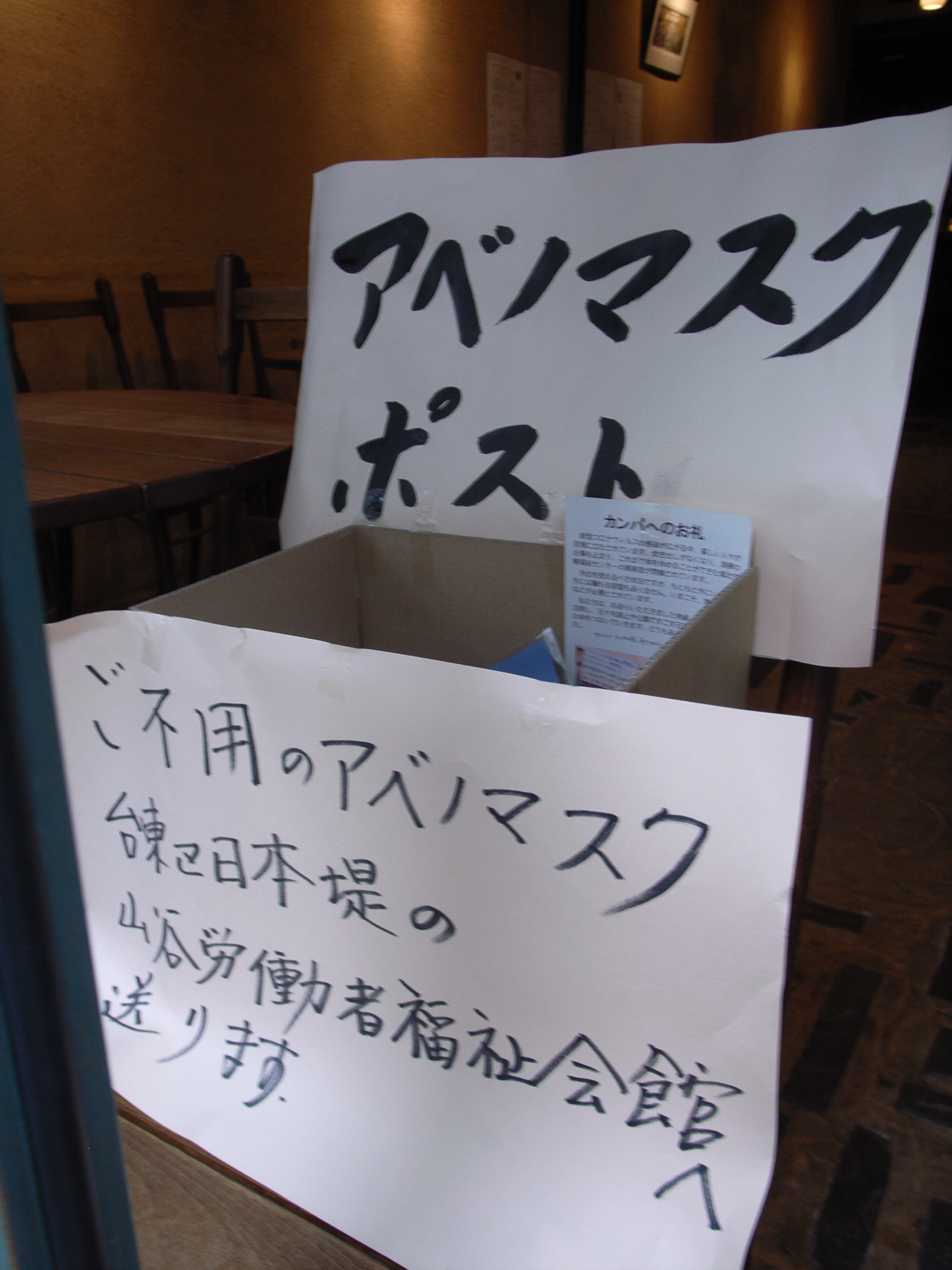
アベノマスクポスト

- 北海道旭川市の団体が、配布されたアベノマスクを不要な人から回収して子どもたちに届けるプロジェクトを行っている[158]。
- 浅草にあるギャラリーが、配布されたアベノマスクを不要な人から回収する「アベノマスクポスト」を設置した。集まったマスクは山谷労働者福祉会館に送り、炊き出しに訪れた人に配ってもらう[159]。
- 名古屋市の団体が、未開封のアベノマスクを賛同のあった薬局で回収して高齢者施設などに届ける取り組みを行っている[160]。
- 群馬県太田市の全21郵便局で不要なアベノマスクの寄付を募るための箱が2020年6月5日までに設置されたが、同日夜に日本郵便本社の指示により撤去を要請。同月7日までにすべて撤去された。撤去指示の理由について日本郵便側は「回収するかのように箱を設置し、設置を周知した広報文で『アベノマスク』と揶揄するように表現していた」ことを理由に挙げている[161]。

## 各地域、各国でのマスク配布対策

### 日本国内
- 日本におけるコロナウイルス感染症の流行におけるマスク配布の先例として、2020年3月上旬に国民生活安定緊急措置法に基いて感染者数が全国最多だった北海道の北見市と中富良野町がメーカーや輸入業者から買い取った使い捨てマスクを全世帯に2回に分けて配布された例がある[162]。これにも前述の「タウンプラス」という日本郵政の配達システムが利用された[92]。このとき配布されたのは布マスクではなく、ユニ・チャームやアイリスオーヤマの使い捨てマスクである[163]。
- 新潟県燕市では、同市出身の学生に対し帰省の自粛を要請する一方で、応援としてマスクやコメ、キュウリなどの支援品や市長からの手紙を梱包して送付している。市内の実業家が市へ提案して取り組みが始められた。コメなどは有志による寄付でまかない、マスクや送料などは市が負担する。当初は首都圏在住の東京つばめいとに登録する者のなかで希望する人のみだったが、緊急事態宣言の発令地域が全国に及んだことで新潟県外のすべての地域の学生が対象となった[164][165][166]。
- 福井県はマスク購入券を4月23日から全戸に配布する。配布されたマスク購入券を地元のドラッグストア「ゲンキー」に持っていくと50枚入りの使い捨てマスク2箱を購入することができる[167]。
- 山梨県富士河口湖町では、2020年4月17日に新型コロナウイルスによる影響を早期に収束させるため、町内全世帯に各50枚のマスクを配布することを発表した[168]。
- 三重県志摩市では、2020年4月27日に新型コロナウイルスの対策事業案を発表し、マスクが足りないという認識から市民1人あたり布マスクを2枚配布することを決定した[169]。小中学生らから先行して配布され、大、中、小の3サイズを計9万枚が用意された[169]。
- 福島県川俣町では2020年4月27日の町役場での新型コロナウイルス対策会議において、町民1万人に布マスクを配布することを決定した[170]。
- 高知県幡多郡三原村では、全村民に対して布マスクを1人当たり2枚、計3千枚ほど配布した[171]。
- 秋田県五城目町では2020年4月28日に全町民へ布マスクを配布することなどを発表した[172]。
- 滋賀県甲良町では、全町民に1人当たり2枚の布製マスクを配布することが決定され、5月初めの連休明けに発送を始めることになった[173]。
- 富山県は5月18日より利用可能なマスク購入券を全戸に配布する。配布されたマスク購入券を地元のスーパーマーケット「アルビス」および「大阪屋ショップ」（いずれも系列店舗を含む）に持っていくと50枚入りの使い捨てマスクを2箱まで購入することができる[174]。

### 日本国外

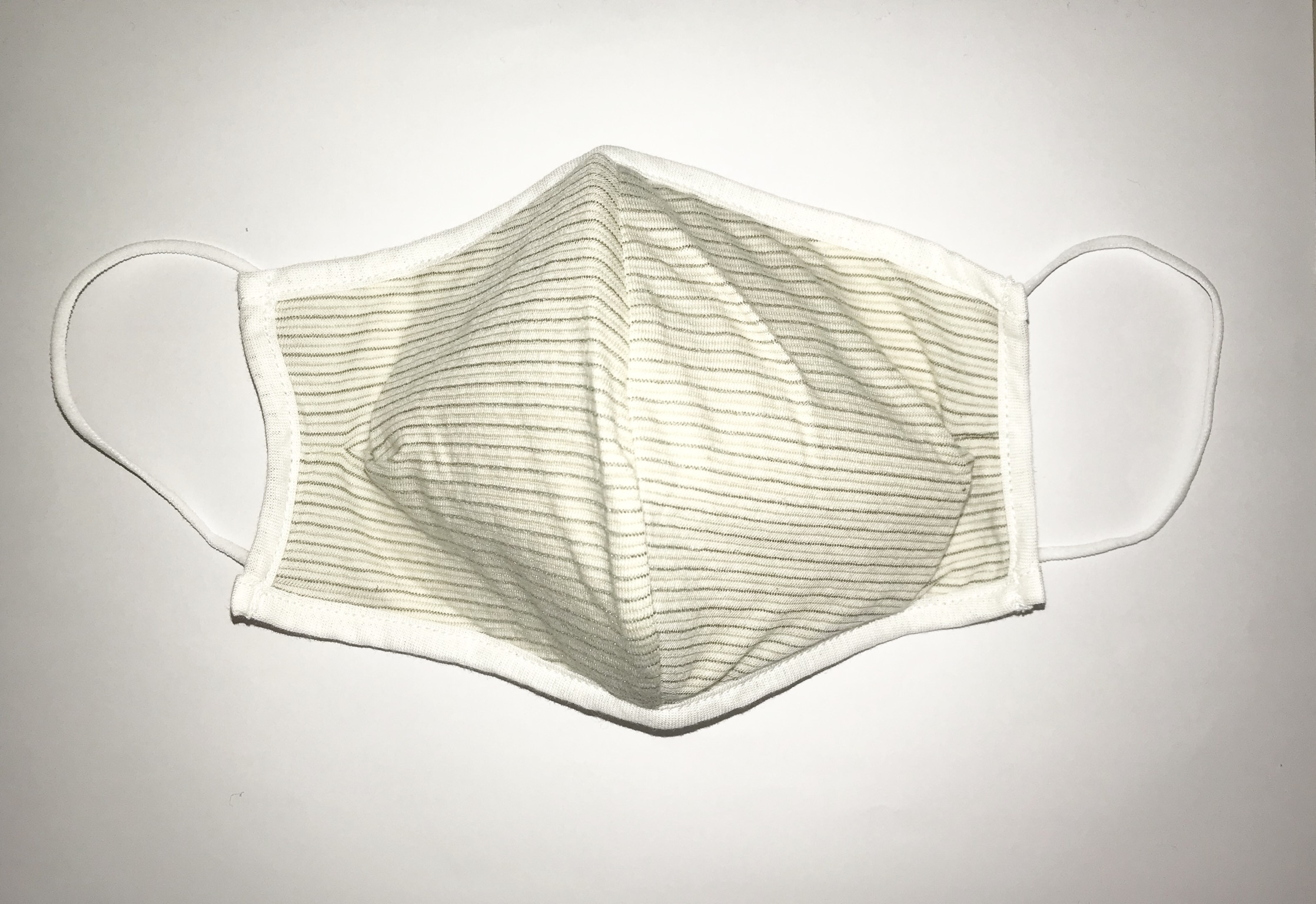
香港政府が配布した布マスク

- シンガポールでは2020年4月に地域のコミュニティーセンターなどを通じて1人1枚の布マスクを配布している[175]。
- イタリアでは地方自治体による配布が進められている。トスカーナ州では4月半ばから外出時には着用が義務づけられているが、同時に1日一人当たり1枚、無料で支給を受けることができるようになった。他にも、1人につき使い捨てマスク2枚が配布された[176]。5月4日よりマスクは免税品になる。
- タイでは工業省が3000万枚のマスクか一人当たり3枚のマスクを無料で配布する計画があり、スリヤ・ジュンルンルアンキット工業相によると2020年4月1日に、布マスクの配布を8日に開始すると明らかにした[177][178]。
- 2020年4月6日以降、韓国の首都ソウル市では健康保険に加入しておらずマスクの購入が困難な外国人に対し、オンライン受付を通して10万枚を無料配布する。留学生には在籍する学校にて配布する。フィルター交換型の布マスク(交換フィルター5枚付き)か、使い捨てマスク5枚を選択し、41箇所の外国人支援施設で受け取れる[179][180]。
- 2020年4月7日にフランスの首都パリではアンヌ・イダルゴ＝パリ市長が布マスク200万枚を発注し、市民に無料配布することを発表した[181]。イダルゴ市長によると「どんなタイプのスカーフでもマスクでも無いよりよい」という[181]。
- 2020年4月13日には、フランスのエマニュエル・マクロン大統領は、新型コロナウイルスの感染拡大を防ぐため、テレビ演説において全国民にマスクを配布することを発表した[182]。
- 2020年4月20日にアメリカのニューヨーク州知事であるアンドリュー・クオモは、公共住宅の住民向けに布マスク50万枚と消毒液を配布することを発表した[183]。
- ヒルズボロ郡保安官事務所では、CDCが公共の場では布製のマスクなどを着用することを推奨していることから、シダー・リバーサイド地区のブライアン・コイル・センターで100枚の布製マスクを配布した[184]。
- スペインでは政府が最も厳しい封鎖措置を解除したことに伴い、鉄道や地下鉄の駅、バスのターミナルなどで数日間にわたり、何百万枚もの再利用可能なマスクを配布することを発表した[185]。
- ベルギーでも当初、マスクの無料配布が行われる予定であったがそれが実現できないことになり、代わりに自分でマスクを作るための濾布が配られることになった[186]。
- 香港政府は2020年5月6日、同日から6月6日までの期間に香港発行の身分証明書を持つ人に対し、酸化銅(II)のナノ粒子入りの布マスク（CuMask）を1人あたり1枚支給すると発表した[187]。ただし、香港政府は当初、3.6億香港ドルの契約額の代わりに生産会社を公表していなかったため、ネットやメディアでは不透明だと批判された。また、メディアの調査により、政府当局者はマスクがベトナムで生産されると公表したため、地元経済のためにならないという批判もあった[188][189][190]。さらに、着用者は呼吸によりナノ粒子を吸入し、健康被害を引き起こすとの専門家の指摘もある[191]。
- 台湾では、コロナ対策の一環として2020年1月末にマスクの輸出を禁止。政府がマスク（サージカルマスク（不織布の使い捨てマスク））を一括して買い上げた上で販売に実名制を導入し、国民に均等に配分してきた。4月9日より、成人一人当たり14日以内に9枚（45元）のマスクを購入することができるようになりました。マスクの生産を政府が管理しており、その後、マスクの量産体制が整ったのに伴い、6月１日よりコンビニや薬局、ネット通販でマスクの一般販売が始まるようになりました。医療用マスクの輸出が解禁されるのに合わせ、個人による海外へのマスク持ち出しに対する数量制限も撤廃されました。マスクの実名制販売については、政府によるマスクの買い上げも12月末まで延長すると6月30日発表した。中央感染症指揮センター荘人祥報道官は理由について、同制度は国民にマスクを届けるためのものであると同時に、価格を安定させるメリットもあると説明している。7月30日現在も行われており、市販のマスク購入の競争に関わらず、安定して9枚入手することができます。[192]　新型コロナウイルスの台湾国内暫定収束により、6月7日よりマスク着用やイベントなどの人数規制が緩和されました。[193]　台湾が国際人道支援の一環として行っている医療用マスクの海外への寄贈。日本には200万枚が提供され、4月21日、成田空港に到着した。[194]
- 2020年、アメリカではマスクを郵送により国民に配布する計画が進められていたが、何らかの理由で断念した[195]。2021年2月4日、バイデン政権が全国民にマスクの配布を検討しているとNBCニュースが報じた[196]。2月24日にはホワイトハウスが低所得者らを対象に2500万枚以上のマスクを無料配布すると発表。配布の理由として低所得者にマスクが普及していないことを挙げた[197]。配布するマスクは米疾病対策センターの指針に沿った「米国製」であることが強調され、洗って繰り返し利用できる。朝日新聞はこのマスクを「バイデノマスク」として報道した[198]。